# 5호 전차 판터
5호 전차 판터(독일어: Panzerkampfwagen Ⅴ Panther, Sd.Kfz. 171)는 제2차 세계 대전 당시 나치 독일의 중형전차이다. 판터는 군수품 목록상 171번 특수목적차량(Sonderkraftfahrzeug 171; 줄여서 Sd.Kfz. 171)이라는 명칭을 가지고 있었다. 
5호 전차 판터의 설계와 계발은 1941년 6월 22일 발발한 독소전쟁에서 독일 기갑부대에 큰 충격을 준 소련군의 T-34-76 중형전차와 KV-1 등의 중전차들과의 전투에서 어느 정도 한계가 있었던 기존 독일의 주력 중형전차인 4호 전차를 완전히 대체하기 위해 시작되었다. 그럼에도 불구하고 판터는 전쟁이 끝날 때까지 4호 전차와 중(重)전차인 6호 전차 티거 1과 함께 생산되고 운용되었다. 판터의 생산은 적절한 타협책이었다. 판터는 티거 1의 엔진과 동일한 700마력의 마이바흐 V-12 가솔린 엔진을 사용했지만 티거 1에 비해 무게가 12톤이나 더 가볍고 전진 속도가 더 빠르며 거친 지형을 더 잘 횡단할 수 있었다. 그러나 티거 1에 비해 판터의 측면 장갑은 얇아 약점이었다. 판터는 티거 1보다 주포의 관통력과 명중률이 더 좋았기 때문에 평지전과 장거리 교전에서 중전차인 티거 1보다 결코 뒤떨어지지 않는 매우 강력한 전차로 입증되었다.
판터는 매우 뛰어난 공격력, 방어력, 전술기동성을 고루 갖추고 있었지만 기계적 신뢰성은 그다지 인상적이지 못했다. 판터는 티거 1보다 생산 비용이 훨씬 저렴했다. 장갑, 변속기, 최종 구동장치와 같은 판터 설계의 핵심 요소는 생산 속도를 향상하고 원자재 부족을 해결하기 위해 단순화된 것이었다. 그럼에도 불구하고, 일부 학자들은 판터의 전체적인 설계가 여전히 "과도하게 설계됐다"고 묘사했다.
판터는 T-34의 가장 특징적인 경사장갑을 채택한 독일의 첫 번째 전차이고, 판터 이후부터 경사장갑은 야크트판터, 티거 2, 야크트티거, 헷쳐, 야크트판처 등 독일의 거의 모든 신형 기갑전투차량들에도 채택된다.
히틀러는 1943년 7월 쿠르스크 전투에 판터를 처음으로 실전에 투입시키기 위하여 성채 작전 전체를 연기시킬 만큼 판터에 큰 기대를 걸었으나, 성채 작전에 맞추기 위해 판터 초기 생산분의 기계적인 결함이 해결되기 전에 너무 급하게 투입하였고 성채 작전에 투입된 184대의 판터 중 160대에 설계 결함으로 인한 화재가 발생하여 큰 손실이 발생했다. 이는 성채 작전의 장애를 초래하여 독일군이 전략목표 달성을 실패하게 되는 원인이 되었으며 소련군이 T-34-85, IS-2 등의 신형 전차를 개발하는 계기를 만들어주게 되었다. 판터의 초기 설계 결함은 대부분 1943년 말과 1944년 초에 수정되었지만 생산 공장 폭격, 중요 부품에 대한 고품질 합금 부족 증가, 연료 부족 및 품질 저하, 훈련 공간 부족, 숙련된 승무원 수 감소 등이 모두 전차의 효율성에 영향을 미쳤다. 
독일군은 판터를 공식적으로 중형전차로 분류하고 운용하였지만, 판터의 무게는 44.8톤으로 당대에는 타국의 중전차에 더 가까웠다. 당대 중형전차 중에서 가장 무거운 판터의 무게로 인해 특정 다리를 건너지 못하는 등의 물류 문제가 가끔 발생했다. 그러나 판터의 중량 대비 출력 비율이 매우 높아 전술기동성이 매우 뛰어났다. 또한 제2차 세계 대전 내내 판터의 전투력은 연합군의 중전차들보다도 뛰어났으므로 이후에도 판터는 제2차 새계 대전이 끝날 때까지 티거 1과 함께 독일 기갑부대의 주력으로 활약했다.
특이하게도 판터 생산형별 기호는 대부분의 독일 전차와 달리 알파벳 순서를 따르지 않았다. 가장 초기형인 판터 'D형(Ausf. D)' 뒤에는 'A형', 다음 'G형' 순서로 변종이 따랐다.

## 역사
1942년 5월 12일, MAN AG사(社)에서 개발한 VK 30.02 (M)가 5호 전차 판터 D형으로 선정되고 9월 프로토타입이 승인을 받고 즉각 양산이 시작되었다. 1943년 9월까지 842대가 생산된 D형은 1943년 7월 성채 작전에 처음 투입되었지만 기계고장이 잦았기 때문에 실전에서의 평가가 나빴다. 판터의 첫 실전 투입인 쿠르스크 전투 당시 판터 200대를 기차로 운송하던 도중 2대가 화재로 파손됐고 14대가 기계적 결함이 있어 184대만 쿠르스크에 도착했다. 그리고 쿠르스크 전투 동안 160대의 판터가 기계적 결함으로 손실되었다. 또한 1943년 9월까지 동부전선에 투입된 판터의 수는 841대에 불과했다. 동부전선에 투입된 판터들 가운데 1943년 12월 말까지 642대가 손실되고 137대가 수리를 받아야 하는 상태가 되고 전선에 남은 판터는 고작 80대였다. 하지만 이후 A형, G형 등의 개량형이 개발되면서 설계 결함은 해결된다. 판터의 방호력은 정면에서 소련군의 주력 중형전차였던 T-34-76의 포탄을 완벽하게 막아내기 충분했고, 1944년부터 대량으로 등장한 소련군의 신형 주력 중형전차였던 T-34-85의 포탄도 차체 정면장갑으로 손쉽게 방호해냈다. 쿠르스크 전투 때 정상적으로 가동되던 단 7대의 판터가 소련군의 T-34-76 중형전차 70대와 교전하여 28대의 T-34-76을 격파해버린 일화가 있다.
판터 D형의 엔진과 포탑, 치메리트 처리, 단안식 조준경 장착, 그리고 레터박스 전면총가를 볼마운트 전면총가로 개선한 A형은 350대가 생산되어 제2차 세계 대전이 끝날 때까지 독일 기갑부대의 주력 중형전차로 활약하였다. 판터 2는 방어력 강화와 생산성 향상을 꾀한 전차로 1대만이 제작되고 설계가 G형으로 계승되었으며 판터 시리즈의 마지막 개량형인 F형은 완성되지 못했다. 
파생형으로는 판터의 차체에 2차대전 최강의 전차포인 6호 전차 B형 티거 2의 71구경장 8,8 cm KwK 43 L/71을 주포로 탑재한 구축전차인 야크트판터와 구난전차인 베르게판터(Bergepanther)가 존재한다. 15 cm 보병포를 탑재한 돌격전차인 슈투름판터는 설계도 단계에만 머물렀다. 
판터를 설계하고 생산한 만(MAN)사는 VK 16.02 레오파르트 정찰용 경전차를 설계하고 만든 것으로도 유명하다. 하지만 히틀러의 방해로 레오파르트 경전차는 1943년 프로토타입이 만들어지기도 전에 생산이 중단된다.
종전 후 프랑스가 소량의 판터를 개수하여 1950년대까지 운용하였다.

## 성능
6,000여 대가 생산된 판터 중형전차는 70구경장의 7,5 cm KwK 42 L/70 1문과, MG 34 기관총 2~3정으로 무장하고, 포탄 79발과 기관총탄으로 7.92 x 57 mm 마우저탄 5,100발을 적재하였다. 판터의 7,5 cm KwK 42 주포는 티거 1의 8,8 cm KwK 36 L/56(56구경장) 주포에 비해 상대적으로 작은 구경이지만 포신은 여전히 길었기에 반동이 더 적어 유효사거리 내에서 관통력이 더 높았으며 명중률이 극도로 높아졌다. 판터의 주포는 전쟁 기간 내내 연합군의 모든 전차병들의 공포가 되었다.
판터의 차체 전면장갑의 두께는 80 mm로 수치상으로는 티거 1의 장갑보다 얇았으나 수직으로부터 55도의 높은 각도로 기울어진 경사장갑을 채택했기 때문에 실제 방호력은 수직 장갑판 기준으로 환산 시 140 mm를 넘었으므로 티거 1 이상의 차체 전면장갑 방호력을 갖게 되었다. 또한 판터의 포탑 전면장갑과 큼직한 포방패의 두께 모두 수치상으로는 티거 1에 비해 거의 부족하지 않았으나 실전에서는 포방패의 둥근 형태 때문에 포방패 하단 부분이 피격당할 시 샷 트랩 현상이 발생할 가능성이 있어 드물지만 치명적일 수 있는 약점을 가지고 있었다. 판터 포방패의 샷 트랩 문제는 개선형인 G형부터 포방패 하단 부분을 평평하게 만들면서 해결된다. 또한 판터의 측후면 장갑의 두께는 40~45 mm로 티거 1에 비해 상대적으로 얇았고 경사도가 별로 높지도 않아서 티거 1에 비해서는 상당히 부실하여 티거 1과 같이 중(重)전차로 운용 시 불안한 편이었으나, 판터는 티거 1과 같은 중전차가 아니라, 4호 전차의 뒤를 물려받는 중형전차로 운용하려는 목적으로 설계되었기 때문에, 4호 전차의 수직으로 30 mm에 불과한 빈약한 측면장갑판과 비교하면 만족할 만큼 적절히 개선된 수준이었다.
판터의 가장 큰 문제는 저가형 종감속기의 잦은 파손이었다. 판터의 무게는 44.8톤으로서 티거 1의 56톤에 비해서는 비교적 가벼운 편이었으나 종감속기가 파손되는 경향이 잦았다. 이는 원래 판터에는 잘 파손되지 않는 헬리컬형 기어를 채택할 계획이었으나 판터의 생산에 걸리는 시간과 비용을 절약하기 위하여 스퍼형 기어를 채택했기 때문이었다.

## 같이 보기
- 야크트판터
- 제2차 세계 대전 후 독일 전차